# Józef Polewka
Józef Polewka (ur. 1963 w Myślenicach) – polski rzeźbiarz, pedagog. Absolwent Państwowego Liceum Sztuk Plastycznych im. Antoniego Kenara w Zakopanem. W 1990 ukończył Akademię Sztuk Pięknych w Warszawie uzyskując dyplom w pracowni rzeźby prof. Jana Kucza. Stypendysta Ministra Kultury i Sztuki w l. 1990–1991. Nauczyciel rzeźby w Zespole Sztuk Plastycznych w Krakowie.

## Wystawy indywidualne (do 2004)
- 1992 – Galerie ’90, Bruksela (Belgia)
- 1994 – Stawski Gallery, Kraków
- 1995 – Galeria Na Mokrej, Poznań
- 1996 – Palatin, Wiesloch
- 1997:
  - Mała Galeria, Nowy Sącz[1]
  - Galeria Sztuki Współczesnej, Myślenice
- 1999 – Zupthen, (Holandia) (corocznie od 1999 do 2003)
- 2004 – Galeria Sztuki Współczesnej, Myślenice

## Wystawy zbiorowe do 2001 r.
- 1988 – Ogólnopolskie Biennale Małych Form Rzeźbiarskich, Gdańsk
- 1989 – Pracownia prof. Gawrona, BWA Ciechanów
- 1990 – 3 Osobne pokazy, Muzeum ASP, Warszawa
- 1991 – laureat VII Biennale Małych Form Rzeźbiarskich, Poznań
- 1992 – laureat Ogólnopolskiego Biennale Rzeźby „Idea- Materia- Przestrzeń”, Kraków
- 1993:
  - Stawski Gallery Prezentuje, Pałac Sztuki, Kraków
  - Art. Chicago 93 The New Pier Show, Chicago (USA)
  - XI Biennale Małych Form Rzeźbiarskich, Poznań
- 1994 – Europ ‘Art’ 94 Palexpo, Genewa (Szwajcaria)
- 1995 – The Polish Museum of America, Chicago (USA), SIAC, Strasburg, Eastwick Gallery, Chicago
- 1996 – ART. 96, Strasburg (Francja)
- 1997 – Integrart 96, Warszawa
- 2000 – Jedno dzieło, GSzW, Myślenice
- 2001:
- W styropianie, Zakopane
  - Od B do Z – wystawa prac nauczycieli krakowskiego Liceum Sztuk Plastycznych